# Xironodrilus dentatus
Xironodrilus dentatus är en ringmaskart som beskrevs av Goodnight 1940. Xironodrilus dentatus ingår i släktet Xironodrilus och familjen Xironodrilidae. Inga underarter finns listade i Catalogue of Life.